# 무라야마 요시타카
무라야마 요시타카(일본어: 村山 吉隆)는 일본의 비디오 게임 디자이너, 디렉터 및 프로듀서이다. 코나미의 롤플레잉 비디오 게임 시리즈 《환상수호전》을 기획했으며 2002년 《환상수호전 III》 출시 직전 코나미를 퇴사했다.

## 생애

### 코나미
1992년 여름, 도쿄 대학에서 컴퓨터 프로그래밍 전공과정을 마친 무라야마는 당시 코나미가 신설한 도쿄 지부에 지원해 입사했다.
2024년, 2월 6일, 다발성 장기부전으로 인해 사망하였다.

## 작품
| 게임                     | 역할                       | 연도 | 플랫폼 |
| ------------------------ | -------------------------- | ---- | --- |
| 환상수호전               | 프로듀서, 작가, 디렉터     | 1995 | 플레이스테이션                                                                                             |
| 환상수호전 II            | 프로듀서, 작가, 디렉터     | 1998 | 플레이스테이션                                                                                             |
| 환상수호외전 Vol. 1      | Writer                     | 2000 | 플레이스테이션                                                                                             |
| 환상수호외전 Vol. 2      | Writer                     | 2001 | 플레이스테이션                                                                                             |
| 환상수호전 카드 스토리즈 | 시스템 프로그래머          | 2001 | 게임보이 어드밴스                                                                                          |
| 환상수호전 III           | Producer, writer, director | 2002 | 플레이스테이션 2                                                                                           |
| 츠키요니 사라바          | 프로듀서, 작가, 디렉터     | 2005 | 플레이스테이션 2                                                                                           |
| 전생학원 월광록          | 작가                       | 2006 | 플레이스테이션 2                                                                                           |
| 얼라이언스 얼라이브      | 시나리오                   | 2017 | 닌텐도 3DS                                                                                                 |
| 백영웅전: 라이징         | 감수                       | 2022 | 마이크로소프트 윈도우, 엑스박스 원, 엑스박스 시리즈 X/S, 플레이스테이션 4, 플레이스테이션 5, 닌텐도 스위치 |